# Remise Roetersstraat

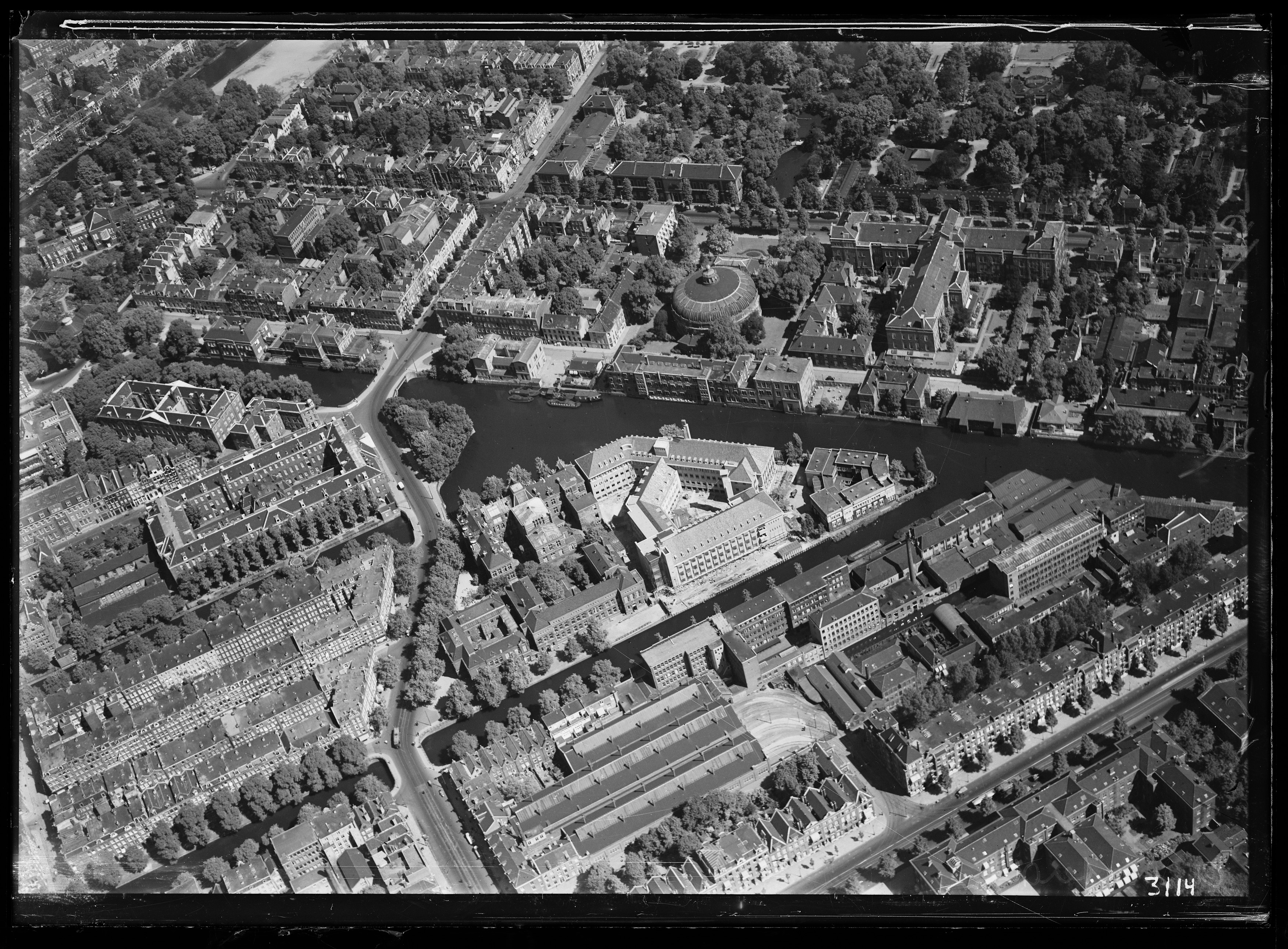
De Remise Roetersstraat ligt op de voorgrond op deze luchtfoto uit de periode 1920 - 1940.

De Remise Roetersstraat, later beter bekend als Remise Nieuwe Achtergracht, was een hoofdremise van de Gemeentetram Amsterdam. De remise was voor de elektrische tramexploitatie in gebruik van 1904-1952. Het complex ontstond door verbouwing van het gebouw waar sinds 1877 de Amsterdamse Omnibusmaatschappij haar werkplaatsen en kantoren had. Het nieuwe remisecomplex, dat in twee gedeelten werd opgeleverd, had een oppervlakte van in totaal 5.270 vierkante meter.
Oorspronkelijk was de ingang van de remise aan de Roetersstraat. Ook kwam er ook een toegang vanuit de Sarphatistraat en Pancrasstraat bij de Nieuwe Achtergracht. De inrit bij de Roetersstraat verviel toen, om in 1933 weer in gebruik genomen te worden.
Door de uitbreiding van de remise Havenstraat in 1932 werd het complex voor een groot deel overbodig. Er werden alleen nog een aantal spitsuurdiensten gereden op de tramlijnen vanuit Oost. Verder werd het complex gebruikt voor de opslag van overtollig en buitendienst-staand materieel. Van 1941 tot 1943 werd tramlijn 10 weer volledig vanuit deze remise geëxploiteerd.
In 1952 degradeerde de remise volledig tot verzamelplaats van pekelwagens en van terzijde gesteld materieel, dat hier (meestal) wachtte op afvoer. Vanaf 1954 werd de remise ook gebruikt als opslagplaats van buitendienst-staand autobusmaterieel. In tegenstelling tot de trams betrof het hier merendeels gloednieuwe bussen die nog niet in dienst gesteld waren door overbodigheid, omdat men te veel bussen had aangekocht vooruitlopend op niet uitgevoerde plannen voor het verbussen van tramlijnen. De toegangssporen in de Roetersstraat verdwenen toen.
Ook bood de remise tot de ingebruikname van Garage West korte tijd onderdak aan een drietal buslijnen. In 1964 werd het laatste materieel uit de remise afgevoerd en kwam het complex leeg te staan waarbij de toegangssporen in de Pancrasstraat verdwenen. Het complex werd toen tijdelijk gebruikt voor het stallen van voertuigen van de stadsreiniging. In 1966 werd begonnen met de ontmanteling en sloop van het complex.
De tramlijnen 3, 5, 6, 7, 8, 9, 10, 11, 12, 13, 14, 15, 18, 19 en 20 en buslijnen D, P en M hebben dienst gedaan vanuit deze remise.
Op het vrijgekomen terrein verscheen later het complex Roeterseiland met de nieuwe hoogbouw van de Universiteit van Amsterdam (gebouw Roetersstraat 25) en de omgeving werd onherkenbaar veranderd.
Amsteldijk · Amstelveenseweg · Brouwersgracht · Droogbak · Havenstraat · Karperweg · Koninginneweg · Legmeerpolder · Lekstraat · Linnaeusstraat · Overtoom · Prins Hendrikkade · Oost · Roetersstraat · Stadhouderskade · Tollensstraat · Tweede Leeghwaterstraat · Veemarkt · Weesperzijde · Zeeburg